# Halte de Massia
La halte de Massia ou Massiac est une ancienne halte ferroviaire française de la ligne de Carcassonne à Rivesaltes, située dans le hameau de Massia, dans la commune de Limoux, dans le département de l'Aude (département), en région Occitanie.
Elle est mise en service vers 1956 par la Société nationale des chemins de fer français et fermée entre 1969 et 1970 par la SNCF également.

## Situation ferroviaire
Établie à 184 mètres d'altitude, la halte de Brézilhou est située au point kilométrique (PK) 377,121 de la ligne de Carcassonne à Rivesaltes, entre les gares ouvertes de Limoux et de Alet-les-Bains.

## Histoire
Cette halte a été mise en service vers 1956 lorsque la SNCF a repris la ligne.
Elle a été fermée lors de l'hiver 1969-1970 en même temps que la halte de Brézilhou.

## Patrimoine ferroviaire
La proximité de la gare d'avec le passage no 28 fait que la maisonnette de garde-barrière faisait office de "gare". Celle-ci a été démolie.